# روبرت كنيفيل
كان روبرت إدوارد كنيفيل الثاني (7 مايو 1962-13 يناير 2023) سائق دراجة نارية أمريكي وأداء حيلة . كما أنه استخدم اسم المرحلة Kaptain Robbie Knievel .

## حياة السابقة
وُلد روبي كنيفيل في 7 مايو 1962 ، وهو ابن البهلواني روبرت "إيفل" كنيفيل وزوجته الأولى ليندا. كان الثاني من بين أربعة أطفال. بدأ كنيفيل ركوب الدراجة عندما كان في الرابعة من عمره وتعلم ركوب الدراجة النارية عندما كان في السابعة من عمره. في سن الثامنة ، قدم أول عرض له في ماديسون سكوير غاردن مع والده. أثناء قيامه بجولة مع والده في سن الثانية عشرة ، شارك في عروض ما قبل القفز. التحق كنيفيل بالمدرسة الثانوية المركزية الكاثوليكية في بوت ، مونتانا ، من 1975 إلى 1976 ، لكنه لم يتخرج أبدًا. أراد أن يمد مسافة القفز ، لكن والده رفض. ثم شرع كنيفيل بمفرده بموافقة والده.

### مقارنات مع إيفل وكنيفيل
كانت مهنة Knievel في القفز مختلفة بشكل ملحوظ عن مسيرة والده. والجدير بالذكر أن كنيفيل استخدم دراجات هوندا CR500 موتوكروس ، في حين قام والده بمعظم قفزاته القياسية باستخدام دراجة نارية Harley-Davidson XR-750 . إن XR-750 أثقل 90 رطلاً وهوندا دراجة موتوكروس بينما هارلي دراجة نارية سباق ذات مسار مسطح. قام روبي بعمل قفزات إيفل وغالبًا ما قام بتكرارها ، بما في ذلك تحطم قصر قيصر عام 1967 في إيفل ، باستثناء اثنين من إنجازات والده الرئيسية - قفزة Harley-Davidson XR-750 وقفز Snake River Canyon باستخدام Skycycle X-2 . على الرغم من أنه لم يحاول مطلقًا ، صرح روبي أنه يريد استخدام هارلي لمسح 16 حافلة حطمت الرقم القياسي ،  ثلاث حافلات أكثر مما حاول والده في ملعب ويمبلي في عام 1975. بالإضافة إلى ذلك ، ذكر روبي أنه سيحاول إعادة إنشاء قفزة والده الصاروخية الفاشلة عام 1974 فوق وادي نهر الأفعى بالقرب من توين فولز ، أيداهو .

#### جمبسوت من بذلة جلدية
استخدم Knievel أفرول على شكل حرف V باللون الأحمر والأبيض والأزرق ، على غرار بذلة والده الجلدية البيضاء الشهيرة. طوال حياته المهنية ، امتلك كنيفيل ثلاثة أنماط جمبسوت بارزة:
- بذلة بيضاء عليها حرف V أحمر مبطنة بنجوم بيضاء تستخدم عندما كان مراهقًا يتجول مع والده
- بذلة بيضاء مع حرف V أزرق مبطّن بنجوم بيضاء وعباءة قابلة للإزالة تستخدم طوال حياته المهنية
- بذلة سوداء مع علامة V بيضاء مبطنة بنجوم زرقاء استخدمت في عام 2009 لقفز لاس فيجاس ميراج وصور ترويجية لقفزة XR-750 Wembley المحتملة.

تم استخدام بذلة سوداء ثانية مع V بيضاء مبطنة بالنجوم الحمراء في الصور الترويجية في عامي 2010 و 2011 ولكن لم يتم استخدامها في القفز.

## متهور يقفز

### القفزات المتلفزة
تم بث العديد من قفزات Knievel مباشرة على الهواء ، بما في ذلك قفزة Caesars Palace ، والقفز من المبنى إلى المبنى في لاس فيغاس ، والقفز فوق قطار متحرك ، والقفز أمام البركان في فندق The Mirage في لاس فيجاس ، ونيفادا ، و قفزة جراند كانيون .
| قفزة متلفزة                       | تاريخ العرض    | تفاصيل |
| --------------------------------- | -------------- | --- |
| قفزة قصر قيصر                     | 14 أبريل 1989  | لتكريم والده ، قفز كنيفيل من نوافير قصر قيصر في عام 1989. حدثت القفزة بعد 22 عامًا من فشل إيفل كنيفيل في الهبوط بسلام في عام 1967. هبط Knievel بسلام وأصبح أول من قفز بنجاح من النوافير. بعد القفزة ، صرح كنيفيل ، "كان هذا لك يا أبي". |
| قفز مبارزة متهور                  | 10 يوليو 1993  | في عام 1993 ، تحدى Knievel لاعب البهلوان البريطاني إيدي كيد في مسابقة القفز على اللقب العالمي في خليج سانت لويس ، ميسيسيبي . اعتبر كنيفيل أن كيد هو متسابق القفز الوحيد في العالم الذي يستحق تحديه. تم بث الحدث على التلفزيون كحدث دفع قيمته 19.95 دولارًا بعنوان The Daredevil Duel، Knievel vs. كيد . تطلبت المنافسة من كل متسابق القيام بثلاث قفزات بالدراجة النارية ، مع احتساب المسافة التراكمية التي يغطيها كل متسابق لتحديد الفائز في المسابقة. أخذ كيد حزام الفائز بمسافة تراكمية 630 قدم (190 م) قفز. بقفزة واحدة 223 قدم (68 م) ، حطم Knievel الرقم القياسي للجمعية الأمريكية للدراجات النارية لقفزة واحدة. |
| 30 ليموزين القفز                  | 24 فبراير 1998 | في 24 فبراير 1998 ، حاول كنيفيل قفزة قياسية بلغت 231 قدم (70 م) أكثر من 30 سيارة ليموزين. حدثت القفزة في فندق تروبيكانا في لاس فيغاس. على غرار قفزة Caesars Palace ، كان Evel Knievel حاضرًا أيضًا لدعم القفزة. |
| قفزة من مبنى إلى مبنى             | 4 فبراير 1999  | في 4 فبراير 1999 ، قفز Knievel 130-قدم (40 م) الفجوة بين برجي نادي الجوكي المكونين من 13 طابقًا في لاس فيجاس. لتجنب السقوط من البرج الثاني ، تحطم كنيفيل عمدًا دراجته النارية في بالات من القش. |
| قفزة جراند كانيون                 | 20 مايو 1999   | كانت قفزة جراند كانيون في 20 مايو 1999 واحدة من أشهر قفزات كنيفيل. في 20 مايو 1999 ، قفز روبي دراجته النارية ليسجل رقم قياسي شخصي 228 قدم (69 م) . كسر كنيفيل ساقه في الحادث الذي أعقب ذلك. كان من المقرر أصلاً القيام بهذه القفزة في 29 أبريل ، لكن سوء الأحوال الجوية أجبره على تأجيلها لمدة ثلاثة أسابيع. |
| قفزة القطار                       | 23 فبراير 2000 | في 23 فبراير 2000 ، قفز كنيفيل فوق قاطرة متحركة في مستودع فلسطين بارك في تكساس . اقترب كنيفيل من قاطرة سكة حديد ولاية تكساس القادمة رقم 400 مسافرة في 30 ميلا في الساعة. وصل كنيفيل إلى المنحدر بسرعة 80 ميلا في الساعة. بينما كان كنيفيل في الجو ، دمرت القاطرة منحدر الإطلاق. |
| قفزة USS <i id="mwoQ">الجريئة</i> | 30 يوليو 2004  | في 30 يوليو 2004 ، قفز كنيفيل فوق خمس طائرات عسكرية على سطح السفينة يو إس إس باسل في مدينة نيويورك. كانت القفزة للترويج لفيلم TNT TV ، Evel Knievel . |
| قفزة فندق ميراج                   | 31 ديسمبر 2008 | في ليلة رأس السنة الجديدة لعام 2008 ، كان من المقرر أن يقفز كنيفيل على البركان في فندق ميراج. في الفعلي 200-قدم (60 م) القفز ، أعطى Knievel مظهر القفز على البركان لكنه اقتصر على قفزة منحدر إلى منحدر أمام البركان مع الألعاب النارية خلفه. |

### قفزات الأداء
في عام 1996 ، قفز Knievel أكثر من عشر سيارات ليموزين في Las Vegas Strip ، محققًا رقمًا قياسيًا في الدراجة النارية يبلغ 230 قدمًا.
في عام 2003 ، قفز Knievel 15 شاحنة في Chinook Winds Casino . في أواخر مارس 2006 ، قفز كنيفيل 180 قدمًا فوق نهر سانت جونز من بارجة إلى أخرى في جاكسونفيل ، فلوريدا . في أواخر يوليو 2006 ، قام بقفزة تحية لوالده إيفل في يوم إيفل كنيفيل في بوتي ، مونتانا بالقفز فوق عرض للألعاب النارية.
في 18 مارس 2007 ، قفز Knievel مجموعة متنوعة من المركبات العسكرية في معرض سيارات كارولينا الشمالية في رالي بولاية نورث كارولينا . بعد ذلك بوقت قصير ، ظهر في إعلان تجاري يُبث على الصعيد الوطني لصالح هوليداي إن إكسبريس. في 9 يونيو 2007 ، ظهر في ويلمنجتون بولاية ديلاوير ونجح في قفزة 150 قدمًا فوق الأموال المزيفة التي تمثل مقدار الفائدة المدفوعة لعملاء ING Direct. في أغسطس 2007 ، تم تجنيده في قاعة مشاهير الدراجات النارية في ستورجيس بولاية ساوث داكوتا وقام بقفزة في مخيم بوفالو تشيب.